# I Hate Camera
I Hate Camera est un album du groupe The Bird and the Bee, sorti en 2007. L'album comprend la version dite Hotel Room Bossanova du titre Again and Again, titre mixé par le duo américain, et I Hate Camera, titre éponyme.

## Liste des morceaux
1. I Hate Camera – 3:50
2. Again and Again – 2:45
3. Fucking Boyfriend (explicit) – 3:15
4. Again and Again (Hotel Room Bossanova Version) – 2:45